# 1945 en Suisse
Chronologie de la Suisse
- 1941
- 1942
- 1943
- 1944
- 1945
- 1946
- 1947
- 1948
- 1949

Chronologie de la Suisse
1944 en Suisse - 1945 en Suisse - 1946 en Suisse

## Gouvernement au1erjanvier 1945
- Conseil fédéral[1]:
  - Eduard von Steiger UDC, président de la Confédération
  - Karl Kobelt PRD, vice-président de la Confédération
  - Philipp Etter PDC
  - Enrico Celio PDC
  - Ernst Nobs PSS
  - Max Petitpierre PRD
  - Walther Stampfli PRD

## Évènements

### Janvier
Lundi 1er janvier 
- Entrée en vigueur de la loi fédérale du 16 décembre 1943 relative à l’organisation judiciaire.
- Entrée en vigueur de la première convention collective de travail (CCT) de la chimie bâloise.

 Dimanche 21 janvier 
- Votations fédérales. Le peuple approuve, par 388 831 oui (56,7 %) contre 296 809 non (43,3 %), la loi fédérale sur les chemins de fer fédéraux.
- Elections cantonales en Argovie. Rudolf Siegrist (PSS), Fritz Zaugg (PAB), Josef Rüttimann (PDC), Albert Studler (PAB) et Ernest Bachmann (PRD) sont élus au Conseil d'État.

### Février
Jeudi 22 février 
- La Suisse bloque les comptes bancaires allemands ouverts dans les banques suisses.
- Des bombardements à Stein am Rhein (SH), à Vals (GR) et à Rafz (ZH) causent la mort de 16 personnes.

 Samedi 24 février 
- Décès à Fribourg, à l’âge de 68 ans, de l’évêque Marius Besson.

### Mars
Jeudi 1er mars 
- Le Conseil fédéral lève l’interdiction des partis extrémistes, de droite comme de gauche.

 Dimanche 4 mars 
- Elections cantonales en Valais. Maurice Troillet (PDC), Cyrille Pitteloud (PDC), Jean Coquoz (PDC) et Karl Anthamatten (PDC) sont élus au Conseil d’État lors du 1er tour de scrutin.
- Elections cantonales dans le canton de Vaud.
- Elections cantonales à Saint-Gall.
- Des avions américains larguent des bombes sur Zurich et Bâle. Plusieurs personnes sont tuées.

Dimanche 18 mars
- Elections cantonales à Soleure.

 Jeudi 22 mars 
- L’Assemblée fédérale accepte le recours d’un ressortissant français condamné à mort en février 1945 pour trahison du secret militaire. C’est la première fois qu’un recours est admis après une condamnation à mort.

 Vendredi 23 mars 
- Reprise à Lausanne, pour la première fois depuis 1918, de l’ Histoire du soldat, de Charles-Ferdinand Ramuz et Igor Stravinsky.

### Avril
Dimanche 8 avril 
- Elections cantonales en Valais. Marcel Gard (PRD) est élu au Conseil d’État lors du 2e tour de scrutin.

 Mardi 24 avril 
- Un incendie se déclare au port de Petit-Huningue (BS). 20 000 tonnes de cellulose et de papier sont en flammes. Les dégâts s’élèvent à 6 millions de francs.

 Jeudi 26 avril 
- Après avoir traversé la Suisse en provenance de Sigmaringen, le maréchal Philippe Pétain est remis aux autorités françaises au poste frontière de Vallorbe (VD).

 Vendredi 27 avril 
- Premier vol du Pilatus P-2, construit par Pilatus Aircraft à Stans (NW).

 Samedi 28 avril 
- Décès à Berne, à l’âge de 66 ans, de l’écrivain Hans Blösch.

 Dimanche 29 avril 
- Elections cantonales à Neuchâtel. Jean Humbert-Droz (PLS), Jean-Louis Barrelet (PRD), Edgar Louis Renaud (PPN), Léo-Pierre DuPasquier (sans parti) et Camille Brandt (PSS) sont élus au Conseil d’État lors du 1er tour de scrutin.

### Mai
Vendredi 4 mai 
- Migros reprend la Fabrique de conserves Tobler & Co, à Bischofszell (TG).

 Mardi 17 mai 
- Vague de chaleur sur l’Europe. À Bâle, on enregistre une température record pour un mois de mai, avec 33,5 degrés.

### Juin
Mercredi 20 juin 
- L’Assemblée fédérale rend hommage au général Henri Guisan.

 Dimanche 24 juin 
- Le FC Grasshopper s’adjuge, pour la treizième fois de son histoire, le titre de champion de Suisse de football.

 Mardi 26 juin 
- Inauguration de la première station de télécommunication de Chasseral (BE).

### Juillet
Jeudi 19 juillet 
- Décès à Zurich, à l’âge de 81 ans, de l'historien d'art Heinrich Wölfflin.

 Vendredi 20 juillet 
- Le Conseil fédéral rétablit la concession de la Société suisse de radiodiffusion (SSR), suspendue durant la guerre.

### Août
Dimanche 5 août 
- Election complémentaire dans le Canton de Vaud. Edmond Jaquet (PLS) est élu au Conseil d’État lors du 1er tour de scrutin.

 Jeudi 9 août 
- Décès à Zurich, à l’âge de 59 ans, de l’écrivain Bernard Ludwig Diebold.

 Lundi 20 août 
- Lors d’un hommage aux drapeaux se déroulant devant le Palais fédéral, le général Guisan remet son commandement.

### Septembre
Mercredi 12 septembre 
- Premier Parlement des jeunes à Bâle.

 Dimanche 23 septembre 
- Inauguration du Chalet du soldat, sur la commune de Jaun] (FR), construit pour permettre l'entraînement des patrouilles alpines et le déroulement des cours de montagne d'été et d'hiver.

 Samedi 28 septembre 
- Remise en service de la liaison ferroviaire Paris-Bâle-Arlberg.

### Octobre
Mardi 2 octobre 
- Décès à Lausanne, à l’âge de 80 ans, du journaliste Edmond Rossier.

 Lundi 15 octobre 
- Le rationnement est aboli pour le café, le thé, le cacao, le millet et les textiles.

 Mardi 23 octobre 
- Décès à Lutry (VD), à l’âge de 66 ans, de Pierre Ceresole, ingénieur et pacifiste.

### Novembre
Jeudi 8 novembre 
- Décès à Lausanne, à l’âge de 66 ans, du peintre, créateur de décors de théâtre et décorateur Alexandre Cingria.

Dimanche 18 novembre
- Élections communales dans le canton de Vaud.

Dimanche 25 novembre 
- Votations fédérales. Le peuple approuve, par 548 601 oui (76,3 %) contre 170 278 non (23,7 %), l’article constitutionnel sur la protection de la famille incluant l’assurance maternité.
- Elections cantonales à Genève. Antoine Pugin (Parti chrétien-social), Aymon de Senarclens (PLS), François Perréard (PLS), Albert Picot (PLS), Charles Duboule (PRD), Louis Casaï (PRD) et Charles Rosselet (PSS) sont élus au Conseil d’État lors du 1er tour de scrutin.

### Décembre
Jeudi 6 décembre 
- Entrée en vigueur de l’arrêté fédéral abrogeant les pouvoirs extraordinaires restreignant les pouvoirs extraordinaires octroyés au Conseil fédéral durant la guerre.

 Dimanche 16 décembre 
- Mise en service du premier télésiège à nacelles débrayables à Flims (GR).